# ハルヴァ
ハルヴァは、穀物、胡麻、野菜、または果物に油脂と砂糖を加えて作られる菓子。東はバングラデシュから西はモロッコまでの広い地域に見られ、冠婚葬祭にまつわる様々な行事で重要な役割を果たすことが多い。ほとんどのレシピにはバターまたはギーが含まれるが、逆に一部では植物油を使う。ピスタチオ、胡桃、アーモンド、松の実などのナッツ類やレーズン、デーツなどのドライフルーツは必須ではない。
バングラデシュからイランにかけてはプディング状のハルヴァがほとんどだが、それ以西では固形の菓子もハルヴァー（ハルワー）と呼ばれる。プディング状のハルヴァは、バターが入っているため温かいうちに食べるのが一般的である。
カルダモンに加えて、"halava"にはナツメグ、シナモン、サフラン、ローズウォーターで味付けがなされることがある。
ユダヤ人のつづり方である"halvah"は、時によっては、硬く、ゴマの味が濃厚なユダヤ人の製法を特に指して使われることがある。

## ハルヴァの起源
ハルワの起源はイスラム化以前のイランにあり、それを提供する習慣は当時にまで遡り、おそらくイラン人によってイスラム世界に持ち込まれたものと考えられる。
様々な種類のハビースが穀物の粉、でんぷん、油、ナッツ、甘味料（ナツメヤシの実、ナツメヤシの実のシロップ、蜂蜜、砂糖）から作られた。今日の中東のハルヴァ（ハルワ）同様、あるものは柔らかく、またあるものは固く仕上げられた。10世紀の料理研究家イブン・サイヤール・アル＝ワッラーク（ابن سيار الوراق, Ibn Sayyār al-Warrāq）は著書『料理の書』（كتاب الطبيخ, Kitāb al-Tabīkh,  キターブ・アッ＝タビーフ）の中で、ナツメヤシの実、バター、砂糖で作るハ＝イス（Ha’is）またはヘイス（Hays）という菓子をマッカ（メッカ）の巡礼の携帯食として強くすすめている。また、でんぷんとアラビアガムのハルワの製法が見られる。

## アラブ人のハルヴァ
アラビア語の名称には、「ハルワー（حلوى, ḥalwā, 口語発音：ハルワ）」「ハラーワ（حلاوة, ḥalāwahないしはḥalāwa、口語発音：ハラーウェ等）」などのバリエーションが見られる。ちなみにアラビア語でハラウィーヤート（حلويّات, ḥalawīyāt）といえば、デザート全般を指す単語である。
「ハルワ」と呼ばれる菓子には、プディング状のハルワと固形の菓子のハルワの2種類があるが、明確な区分はないようである。

### マシュリク
胡麻のハルワ（ハラウィ・シムソミーイェ Halawi Simsomīyeh）の他、アンズのハルワ（ハラワ・ミシュミシュ Halawa Mishmish）、ナツメヤシの実のハルワ（ハラワ・タムル Halawa Tamr）、フレッシュチーズとセモリナのハルワ（ハラワ・ビル＝ジブン Halawa bil-Jibn、ハラワ・アル＝ジブン Halawat al-Jibn）などがある。

### マグリブ
リビアのスモモ、リンゴ、桃、メロン、干しぶどう、バター、蜂蜜、クスクスで作る果物のハルワ（ハラワ・ビル＝ファワーキ Halawah bil-Fawāki）、モロッコの揚げた胡麻入りクッキーを蜂蜜に浸したハルワ・シェバキア（Halwa Shebakia）、カラメル化した砂糖で胡麻を固めたハルワ・シザーム（Halwa Cizame）、ココナッツフレークを用いたヒルワ・コーコー (Hilwat Koko) などがある。

### イラク
ナツメヤシの実で作るハラワ・アッ＝タムル（Halawat al-Tamur）、極細のパスタで作るハラワ・シャリーヤ（Halawat Sha’riyyah）、炒った小麦粉とバターで作るハラワ・タヒーン（Halawat Tahīn）、米粉で作るハラワ・ティンマン（Halawat Timman）、にんじんで作るハラワ・ジザル（Halawat Jizar）などがある。

### イェメン
ブルグールで作るハルワ（ヒルワ・アッ＝ダキーク Hilwat-ad-Daqīq）がある。

## イスラエルのハルヴァ
練り胡麻（タヒーナ、英: Tehina）で作るハルヴァが最も有名。チョコレートでコーティングしたものもあり、チーズケーキなど洋菓子の素材にも用いられる。イスラエルは移民国家だけに、他の地域の伝統的なハルヴァも作られている。

## トルコのハルヴァ
炒った小麦粉とバターのヘルヴァ（ウン・ヘルヴァス Un Helvası）とセモリナのヘルヴァ（カシュク・ヘルヴァス Kaşık Helvasıまたはイルミク・ヘルヴァス İrmik Helvası）が有名。
男の子の割礼など様々な祝い事のために作られる他、葬式があった日の夕方には、女性の遺族や遺族の友人が祈りの言葉を唱えながらヘルヴァを用意し、隣人にふるまう習慣があり、ヘルヴァを受け取った人は死者の冥福を祈る。
灯明祭（カンディル・ゲチェレリ Kandil Geceleri）を祝うために、ヘルヴァを用意することがある。都市部には、一年のうちで最も寒いとされる40日間（12月22日から1月30日まで）には、友達を家に招待してヘルヴァを食べ（ビョレクや七面鳥など、ヘルヴァ以外の料理も用意する）、詩を朗読するという、「ヘルヴァ話会」（ヘルヴァ・ソフベトレリ Helva Sohbetleri）という習慣がある。
スレイマン1世の時代、王宮に新たに建てられた巨大な賄い所は「ヘルヴァハネ」（ハルヴァの家）と呼ばれた。

## ウイグルのハルワ
新疆ウイグル自治区などの東トルキスタン地域のウイグル人は、羊の脂、小麦粉、砂糖で作るペースト状のハルワを食べる。ウイグル語で格差を恨む諺に、「知事はハルワを食べ、孤児は棒で打たれる（ھالۋىنى ھېكىم يەر تاياقنى يىتتىم）」というものがある。

## アルメニアのハルヴァ
炒った小麦粉のヘルヴァ（アリューロヴ・ヘルヴァ Aliurov Helva またはウーン・ヘルヴァ Ūn Helva）、セモリナのヘルヴァ（イムリグ・ヘルヴァ Imrig Helva）, フレッシュチーズとセモリナのヘルヴァ（バニーロヴ・ヘルヴァ Banīrov Helva）などがある。名称もトルコのヘルヴァとよく似たものが多い。

## ギリシャのハルヴァ
胡麻ペーストのハルヴァは「八百屋のハルヴァ」と呼ばれ、バターが入っていないため四旬節に食べる。テッサロニキではこれを焼きリンゴに詰めることがある。
テッサリア州ファルサラはシロップに浸したセモリナとバターのハルヴァが有名であるが、ハルヴァ・ファルサロン（Halva Falsalon）という、固いカラメルのかかったコーンスターチのハルヴァも作られている。
セモリナ、オリーブ油、シロップ、ナッツで作るハルヴァス・シミグダレニオス（Halvas Simigdalenios）またはハルヴァス・ポリティコス（Halvas Politikos「イスタンブール生まれの人のハルヴァ」の意）という名のハルヴァは簡単に作れるため、急な来客をもてなすのに重宝する。また、このハルヴァを四旬節の前にくる「霊の土曜日（プシコサヴァタ Psychosavata）」に教会や墓地に持って行き、司祭の祝福を受けてから亡くなった親族を偲んで友人や隣人に分ける。
テッサロニキのアルーマニア人は、チーズ作りが盛んな春から夏にかけてミズィトラチーズ（Mizithra）と卵黄を火にかけて溶かし、砂糖、薄力粉、バターを加えた「羊飼いのハルヴァ」（ツォパニコス・ハルヴァス Tsopanikos Halvas）を作るが、これはエーゲ海東部のギリシャ人や小アジア出身のギリシャ人が作るフウスメリ（Housmeri）という菓子とも似ている。フウスメリは冬まで保存でき、来客があった際にはシロップを作ってかけてすすめる。

## イランのハルワ
炒った小麦粉とバター、サフランで作るハルワは、故人の没後3日間、7日目と14日目の夕方に作られ、遺族、友人と貧者に分けられる。
イランには 2 つのカテゴリーのハルヴァがあり、それぞれのカテゴリーにはさまざまな種類がある。
間違いなく、イランは世界で最も多くの種類のハルヴァを持っており、中東や世界の他の場所とは大きな違いがある。
もちろん、イランがハルヴァの本場であり、イランが発祥であることを考えれば、不思議ではないが、それでも、ハルヴァの種類は非常に豊富である。
ニンジンのハルワ（ハルワーイェ・ハヴィージ حلوای هویج Halwā-ye Havīj）は、太陽の復活を祝う冬祭り（シャベ・ヤルダー شب یلدا Shab-e Yaldā、冬至に相当）に作られる。ハルワは体に熱を与える食品（ガルミー گرمی garmī）と考えられているため、冬の寒さを中和すると信じられているからである。他に、ぶどうのハルワもある。
平皿に平らに盛りつけてからスプーンで幾何学的な模様をつけ、ピスタチオなどで飾る。

## アフガニスタンのハルヴァ
穀物（小麦粉、米粉、セモリナなど）で作るハルヴァが最も伝統的だが、にんじんやテーブルビートのハルヴァも作られる。穀類のハルヴァは祝いごとの機会に作るが、葬儀の際やナズル（Nazr نذر 、願いがかなったとき、巡礼から戻ったときなど、ナーンや菓子を隣人にふるまって神への感謝を表す習慣）にも作られる。ナッツは入れた方が望ましい。
代表的なものに、全粒粉（アーター、チャパーティーを作る粉）で作るハルワーエ・アールディー（حلوای آردی Halwā-ye Ārdī）、米粉で作るハルワーエ・ビリンジー（حلوای برنجی Halwā-ye Birinjī）、 セモリナで作るハルワーエ・アールディーエ・スージー（حلوای آردی سوجی Halwā-ye Ārdī-ye Sūjī）、にんじんで作るハルワーエ・ザルダク（حلوای زردک Halwā-ye Zardak）などがある。

## インドのハルヴァ
ハルヴァは、主に北インドで食後のデザート、間食、ブランチ（昼食を兼ねる遅めの朝食）の一品として親しまれている菓子である。結婚式やパーティによく作られるセモリナのハルヴァ（スージー・ハルワー Sūji Halwaあるいは ラワー・ハルワー रवा हलवा Rawā Halwā）の他、よく知られているものにニンジンのハルヴァ（ガージャル・ハルワー गाजर हलवा Gājar Halwā）とセモリナとヒヨコ豆粉のハルヴァ（スージー・ベーサン・ハルワー सूजी बेसन हलवा Sūji Bēsan Halwā またはモーハン・ボーグ मोहन भोग Mōhan Bhōg）があるが、この他にも瓜、南瓜、山芋、冬瓜などもハルヴァの材料になる。油脂にはギーが好まれる。

## バングラデシュのハルヴァ
バングラデシュには、シャベ・バラート（Shab-e Barat 「運命の夜」）の翌朝、米粉の平焼きパンに色々なハルワをつけて食べる習慣がある。クズウコン、穀類の粉、ダール（小粒の豆類）の粉、人参、瓜のハルワの他、一風変わったものでは卵のハルワ（ディメル・ハルワ Dimer Halwa）、肉のハルワもある。

## 関連する事項
小惑星ハラウェ (518 Halawe) は、菓子のハルヴァに因み天文学者レイモンド・ドゥーガンにより命名された。

### アラブ諸国（中近東・北アフリカ）
- Chirinian, Linda. Secrets of Cooking. Lionheart, New Canaan, CT, 1987.
- Limet, Henri. The cuisine of Ancient Sumer. Biblical Archaeologist 50, 3 Sept. 1987: 132-140.
- Levey, Martin. Chemistry and Chemical Technology in Ancient Mesopotamia. Amsterdam, 1959.
- Marks, Copeland. The Great Book of Couscous. Donald I. Fine, New York, 1994.
- Nasrallah, Nawal. Delights from the Garden of Eden. First Books Library, 2003.
- Roden, Claudia. The New Book of Middle Eastern Food. Knopf, New York, 2000. ISBN 0-375-40506-2
- Salloum, Habeeb. Classic Vegetarian Cooking from the Middle East and North Africa. Interlink, 2000, Brooklyn, NY, USA. 2000
- Uvezian, Sonia. Recipes and Remembrances from an Eastern Mediterranean Kitchen. The Siamanto Press, Northbrook, IL, USA. 1999
- Al-Warraq, Ibn Sayyar. Kitab Al-Tabikh. Ed. Kaj Ohrnberg and Sahban Mroueh. Studia Orientalia. The Finnish Oriental Society 60, Helsinki, 1987.

### イスラエル
- Nathan, Joan. The Foods of Israel Today. Knopf, New York, 2001.

### トルコ
- Algar, Ayla Esen. The Complete Book of Turkish Cooking. Kegan Paul International, London, 1985.
- Algar, Ayla Esen. Classical Turkish Cooking. Harper Collins, New York, 1991.

### ウイグル
- 新疆大学中国語文系編, 『維漢詞典』, 新疆人民出版社, ウルムチ, 1982

### アルメニア
- Uvezian, Sonia. The Cuisine of Armenia. Siamanto, Northbrook, IL, USA.

### ギリシャ
- Kochilas, Diane. The Glorious Foods of Greece. William Morrow, New York, 2001.
- Kremezi, Aglaia. The Foods of Greece. Stewart, Tabori, and Chang, New York, 1999.

### イラン
- Najmieh Batmanglij. New Food of Life. Mage, Washington D.C., 2001.

### アフガニスタン
- Saberi, Helen. Afghan Food and Cookery. Hippocrene, New York, 2000.

### インド・バングラデシュ
- Banerji, Chitrita. Bengali Cooking. Serif, London, 1997.
- Devi, Yamuna. Lord Krishna's Cuisine. Dutton, New York, 1987.